# Domício Celso
Domício Celso (em latim: Domitius Celsus) foi um oficial romano do século IV, ativo sob os imperadores Constantino (r. 306–337) e Licínio (r. 308–324). Celso serviu entre 315 e 316 como vigário da África. Seu mandato foi atestado em algumas leis preservadas no Código de Teodósio e em duas cartas.